# Мунтово
Мунтово (пол. Muntowo, нім. Muntowen; 1938-45: Muntau) — село в Польщі, у гміні Мронгово Мронґовського повіту Вармінсько-Мазурського воєводства.
Населення — 233 особи (2011).

## Демографія
Демографічна структура станом на 31 березня 2011 року:
|          | Загалом | Допрацездатний вік | Працездатний вік | Постпрацездатний вік |
| -------- | ------- | ------------------ | ---------------- | -------------------- |
| Чоловіки | 120     | 19                 | 92               | 9                    |
| Жінки    | 113     | 26                 | 69               | 18                   |
| Разом    | 233     | 45                 | 161              | 27                   |